# Seaca (okręg Vâlcea)
Seaca – wieś w Rumunii, w okręgu Vâlcea, w gminie Sălătrucel. W 2011 roku liczyła 102 mieszkańców.